# Mastjaar
Een mastjaar is in de bosbouw, het natuurbeheer en in de jacht een benaming voor een jaar waarin bomen en planten veel meer vrucht dragen dan gemiddeld. Een mastjaar komt voor bijvoorbeeld beuken, eiken en kastanjes ongeveer eens in de vier jaar voor.
Met het verschijnsel kan door bosbeheerders rekening worden gehouden als ze verjonging van het bos willen realiseren. Het heeft ook gevolgen voor de wildstand. Aangezien er een overvloed aan voedsel is, zal de populatie van bijvoorbeeld wilde zwijnen toenemen.
Door het gewicht van de grote hoeveelheid vruchten komt er een hoge spanning te staan op (gestel)takken, wat de kansen verhoogd dat ze afbreken, bijvoorbeeld bij hevig stormweer.
Het woord 'mast' in deze zin betekent oorspronkelijk 'varkensvoer'. Met de noten werden de varkens vetgemest.